# カーレッド
カーレッド（Khaled、1943年 - 1968年）はイギリスのサラブレッドの競走馬、および種牡馬。アメリカ合衆国で種牡馬として成功し、スワップスなどの父となった。
日本語表記においては、馬名はしばしばケーレッドとも表記される。

## 経歴

### 出自
名オーナーブリーダーとして知られたアーガー・ハーン3世、およびその息子アリ・ハーン王子らによって生産されたサラブレッドの牡馬である。母エクレアはその父エスナークの産駒としては唯一競走馬としてまともな成績を残した馬で、現役時代にファルモースステークスやレイチェスターシャーオークスなどに勝った馬であった。
繁殖牝馬としてはカーレッドのほかにもステークス競走勝ち馬を出している。母馬のエクレアにハイペリオンを種付けしたのはアーガー・ハーンの手によるものではなく、前の所有者であったマーシャル・フィールドが行ったものであった。1942年のニューマーケットディセンバーセールでフィールドは同馬を出品し、アーガー・ハーン親子がこれを購入し、自家で出産させたものであった。
カーレッドは鮮明な鹿毛の馬体をしており、一切の白斑を持たなかった。父ハイペリオンは小柄な馬であったが、カーレッドもまた同様かそれ以上に体格が小さい馬であった。

### 2歳・3歳シーズン
カーレッドはフランク・バトラー厩舎に預けられて競走馬となった。2歳時は3戦して3勝を挙げており、その勝鞍の中にはコヴェントリーステークスやミドルパークステークスといった2歳戦の重要な競走も含まれていた。しかしフリーハンデキャップにおいてはそれほど高く評価されず、同年の2歳馬として6番目の評価に留まった。
3歳シーズンはニューマーケット競馬場のコラムステークスから始動、初戦から勝ちを手にし、クラシック路線へと歩を進めた。しかしこの頃より喘鳴症（のど鳴り）の症状が見られるようになり、後のカーレッドの競走能力に影響していった。クラシック初戦の2000ギニーでは2着と健闘したが、その後のダービーステークスでは着外に沈んでいる。
その後セントジェームズパレスステークスで久々に勝利を手にすると、中距離のエクリプスステークスでも3着に入るなど力量を見せていたが、結局のど鳴りが原因となって早々に引退に追い込まれた。

### 引退と復帰
カーレッドは引退して種牡馬となり、アイルランドの牧場で繋養、4歳時はそこで種牡馬として活動していた。その後アメリカ合衆国の馬主であるレックス・エリズワースに16万ドルで購入されて渡米するが、そこでカーレッドは現役競走馬として復帰を果たしている。
カーレッドは5歳時にサンタアニタパーク競馬場へと送られ、ここでの1月の一般競走で勝ち星を挙げている。繁殖のシーズンになると種牡馬として活動し、それが終わると再び競走馬として競馬場に戻るという、二重生活を送っていた。その後同年12月の競走で最下位に敗れたのを最後に再び引退、競走生活を完全に終えた。通算成績は12戦6勝2着1回であった。

## 引退後

### 種牡馬時代
引退後、カーレッドはエリズワースの所有するカリフォルニア州の牧場へと送られ、そこで種牡馬としての活動に本腰を入れた。
カーレッドの初年度産駒は4歳当時にアイルランドで残してきた産駒であったが、これらはほとんど走らず、せいぜいステークス競走で入着した馬が1頭いる、といった程度のものであった。しかしアメリカでの産駒は活動開始時から活躍し、瞬く間に成功を収めた。
カーレッドの代表産駒と言える馬が、後のアメリカ殿堂馬でもあるスワップス（Swaps 1952年生、牡馬）である。同馬は1955年のケンタッキーダービーでナシュアを相手に優勝した馬で、生涯で25戦19勝の戦績を収めた名馬で、種牡馬としてもケンタッキーダービー親子制覇を果たしたシャトーゲイや、同じく殿堂入りを果たしたアフェクショネイトリーなどを出している。
その他の著名な産駒に以下の馬などがいる。
- ビッグノイズ （Big Noise 1949年生、牡馬） - デルマーフューチュリティなど。
- コーレスポンデント （Correspondent 1950年生、牡馬） - ハリウッドゴールドカップなど。
- ターラング （Terrang 1953年生、牡馬） - サンタアニタハンデキャップなど。
- アグリッター （A Glitter 1955年生、牝馬) - コーチングクラブアメリカンオークスなど。
- リンモルド （Linmold 1956年生、牡馬） - サンタアニタハンデキャップなど。
- フィジシャン （Physician 1957年生、せん馬） - サンタアニタハンデキャップなど。
- ニューポリシー （New Policy 1957年生、牡馬） - サンバーナーディーノハンデキャップなど。

カーレッドは1968年に死没した。生涯で出したステークス競走勝ち馬は61頭に及ぶ。
カーレッドはアメリカで競走馬として高い実績を誇った馬ではなかったが、後の1990年にカーレッドの名を冠した「カーレッドステークス」がハリウッドパーク競馬場に創設された。現在も同競走はカリフォルニア州産馬限定競走として行われている。

### 子孫
カーレッドは後継の種牡馬にも恵まれ、前述のスワップスのほかにも成功した種牡馬が登場した。しばしばその子孫らはハイペリオン系から分派して「カーレッド系（ケーレッド系）」と呼ばれる。
ヒラリー（Hillary 1952年生、牡馬）は競走馬としてはそこそこのものであったが、種牡馬としてはヒルライズ・ジャンピングヒルといったG1馬を出す成功種牡馬となった。また前述のコーレスポンデントは成功と言えるほどの成績ではなかったが、その中からベルモントステークス優勝馬シャーラックを出している。
牝馬産駒の繁殖実績も高かった。代表的なところではスワップスの全妹にあたるトラックメダル（Track Medal 1950年生、牝馬）がおり、同馬は1962年のアメリカ最優秀繁殖牝馬に選出されている。このほかにもプリークネスステークス優勝馬キャンディスポッツの母となったキャンディディッシュ（Candy Dish 1953年生、牝馬）、名種牡馬ワイルドアゲインの母となったブッシェルンペック（Bushel-N-Peck 1958年生、牝馬）などがいる。
日本でもスワップスの産駒などが輸入され、現地でハワイアンイメージなどの活躍馬を出している。しかし国内・国外ともにその父系は先細りを続け、現在では有力な種牡馬を見ることはできない。

## 評価

### 主な勝鞍
※当時はグループ制・グレード制未導入
1945年（2歳） 3戦3勝
コヴェントリーステークス、ミドルパークステークス
1946年（3歳）
セントジェームズパレスステークス
2着 - 2000ギニー
1948年（5歳）

### 表彰
- 1990年 - ハリウッドパーク競馬場に、同馬の名を冠した「カーレッドステークス」が創設される。

## 血統表
| カーレッドの血統               | カーレッドの血統                                   | カーレッドの血統                                   | （血統表の出典）                                   | （血統表の出典）  |
| 父系                           | ハイペリオン系                                     | ハイペリオン系                                     | ハイペリオン系                                     | [ § 2 ]           |
| 父 Hyperion 1930 栗毛 イギリス | 父の父Gainsborough 1915 鹿毛 イギリス              | Bayardo                                            | Bay Ronald                                         | Bay Ronald        |
| 父 Hyperion 1930 栗毛 イギリス | 父の父Gainsborough 1915 鹿毛 イギリス              | Bayardo                                            | Galicia                                            |                   |
| 父 Hyperion 1930 栗毛 イギリス | 父の父Gainsborough 1915 鹿毛 イギリス              | Rosedrop                                           | St. Frusquin                                       | St. Frusquin      |
| 父 Hyperion 1930 栗毛 イギリス | 父の父Gainsborough 1915 鹿毛 イギリス              | Rosedrop                                           | Rosaline                                           |                   |
| 父 Hyperion 1930 栗毛 イギリス | 父の母Selene 1919 鹿毛 イギリス                    | Chaucer                                            | St. Simon                                          | St. Simon         |
| 父 Hyperion 1930 栗毛 イギリス | 父の母Selene 1919 鹿毛 イギリス                    | Chaucer                                            | Canterbury Pilgrim                                 |                   |
| 父 Hyperion 1930 栗毛 イギリス | 父の母Selene 1919 鹿毛 イギリス                    | Serenissima                                        | Minoru                                             | Minoru            |
| 父 Hyperion 1930 栗毛 イギリス | 父の母Selene 1919 鹿毛 イギリス                    | Serenissima                                        | Gondolette                                         |                   |
| 母 Eclair 1930 鹿毛 イギリス   | 母の父Ethnarch 1922 芦毛 イギリス                  | The Tetrarch                                       | Roi Herode                                         | Roi Herode        |
| 母 Eclair 1930 鹿毛 イギリス   | 母の父Ethnarch 1922 芦毛 イギリス                  | The Tetrarch                                       | Vahren                                             |                   |
| 母 Eclair 1930 鹿毛 イギリス   | 母の父Ethnarch 1922 芦毛 イギリス                  | Karenza                                            | William the Third                                  | William the Third |
| 母 Eclair 1930 鹿毛 イギリス   | 母の父Ethnarch 1922 芦毛 イギリス                  | Karenza                                            | Cassinia                                           |                   |
| 母 Eclair 1930 鹿毛 イギリス   | 母の母Black Ray 1919 黒鹿毛 イギリス               | Black Jester                                       | Polymelus                                          | Polymelus         |
| 母 Eclair 1930 鹿毛 イギリス   | 母の母Black Ray 1919 黒鹿毛 イギリス               | Black Jester                                       | Absurdity                                          |                   |
| 母 Eclair 1930 鹿毛 イギリス   | 母の母Black Ray 1919 黒鹿毛 イギリス               | Lady Brilliant                                     | Sundridge                                          | Sundridge         |
| 母 Eclair 1930 鹿毛 イギリス   | 母の母Black Ray 1919 黒鹿毛 イギリス               | Lady Brilliant                                     | Our Lassie                                         |                   |
| 母系(F-No.)                    | (FN:22-d)                                          | (FN:22-d)                                          | (FN:22-d)                                          | [ § 3 ]           |
| 5代内の近親交配                | St.Simon 5･4×5、Cyllene 5×5、Galopin 5･5（父系内） | St.Simon 5･4×5、Cyllene 5×5、Galopin 5･5（父系内） | St.Simon 5･4×5、Cyllene 5×5、Galopin 5･5（父系内） | [ § 4 ]           |
| 出典                           | 1. 2. 3. 4.                                        | 1. 2. 3. 4.                                        | 1. 2. 3. 4.                                        | 1. 2. 3. 4.       |

- 半妹Emaliの末裔にブラッシンググルーム、アグネスデジタル、シャワンダ、キングカメハメハ、レディイーライ。